# Kakost smrdutý
Kakost smrdutý (Geranium robertianum) je nižší až středně vysoká, jednoletá nebo ozimá, pronikavě páchnoucí bylina z čeledi kakostovitých.
Rozmnožuje se pouze generativně semeny. Lidově je nazývána též čapí nůsek, čapina, kyčník nebo jako ostatní druhy tohoto rodu stinkovo koření a muškát.

## Popis
Kakost smrdutý má jednoduché, kůlovité a slabě větvené kořeny, přecházející v dlouhý hypokotyl. Z kořene vyrůstá na jaře přízemní růžice listů. Na podzim vyrašené růžice listů přezimují a listy mají načervenalé zbarvení díky barvivu antokyanu.
Přízemní růžice listů záhy odumírají a zůstává suchá část ze zbytků řapíků a palistů.
Z růžic vyrůstají vystoupavé až poléhavé, větvené, listnaté lodyhy, dorůstající délek od 20 cm přes 40 cm.
Lodyha převážně poléhavá až vystoupavá s rozšířenými uzlinami, ve kterých se snadno láme.
Lodyžní listy jsou vstřícné, řapíkaté, dlanitě složené a až 8 cm dlouhé. V obrysu trojboké až pětiboké, zpravidla trojčetné, někdy až pětičetné a dvakrát peřeně členěné.
Rostlina kvete od května do září. Oboupohlavné, pětičetné květy jsou s průměrem 10–13 mm, karmínově červené až nachově růžové s červenohnědými až oranžovými prašníky. Kalichy s krátkými žláznatými a dlouhými krycími chlupy. Květenství jsou dvoukvěté vidlany. Vyrůstají z paždí listů, jež přesahují.
Oplozený semeník dozrává v zobanitý plod. Od ostatních druhů tohoto rodu se odlišuje podle typického zápachu.

## Možnost záměny
Kakostu smrdutému je podobný kakost nachový (Geranium purpureum). Ten se v posledních letech šíří na železničních náspech v hrubém štěrku, ale lze očekávat, že bude obsazovat i jiná stanoviště. Kakost nachový má drobnější květy s průměrem 6–8 mm se žlutými prašníky. Kališní lístky výhradně se žláznatými chlupy.

## Rozmnožování
Kakost se rozmnožuje pouze semeny. Semena zrají v zobanitých plodech od začátku července do konce podzimu. V době zralosti se uvolňují části zobanitého plodu od středního sloupku. Osina semen je prohnuta a napnuta. V určité chvíli je pak napětí naráz uvolněno a zobanitý plod puká na přední straně. Semena jsou vymrštěna do okolí do vzdálenosti často delší než dva metry. Semeno klíčí zejména až v dalších vegetačních obdobích a to zjara. Plody kakostu jsou poltivé a zobanité, obsahující pět plůdků. Na hřbetní straně jsou plody porostlé bílými trichomy. Semena jsou elipsoidní a v průměru 2 mm dlouhá a 1 mm široká. Kromě šíření vymršťováním semen z plodů na kratší vzdálenost je velmi zřídka a náhodně šířen trávicí soustavou zvířat.

## Využití
Kakost se využívá v lidovém léčitelství. Sbírá se kvetoucí nať, která se suší ve stínu. Droga má slabý pach a chutná hořce. Nať obsahuje zejména hořčinu geraniin, silice a třísloviny.
Užívá se vnitřně v podobě bylinného čaje při střevních obtížích a působí mírně močopudně. Zevně se používá v podobě různých mastí při onemocněních kůže.

## Rozšíření
V Česku patří kakost smrdutý k hojným druhům, rozšířený je zejména ve stinných a polostinných listnatých nebo jehličnatých lesích, zahradách, parcích, zdích nebo skládkách. Osidluje vlhčí hlinité až kamenité půdy bohaté na dusík. V České republice roste na celém území státu od nížin až po horské oblasti. Areál druho zasahuje Evropu, Blízký východ, severní Afriku, pásem jižně od Himálaje až po Tichý oceán. Na Severoamerickém kontinentě se přirozeně vyskytuje v Kanadě a USA (na Aljašce je považován za introdukovaný a je zaznamenán na Kodiak Island). Introdukován byl na Kubu do Jižní Ameriky, Madagaskar, Japonsko a Nový Zéland.

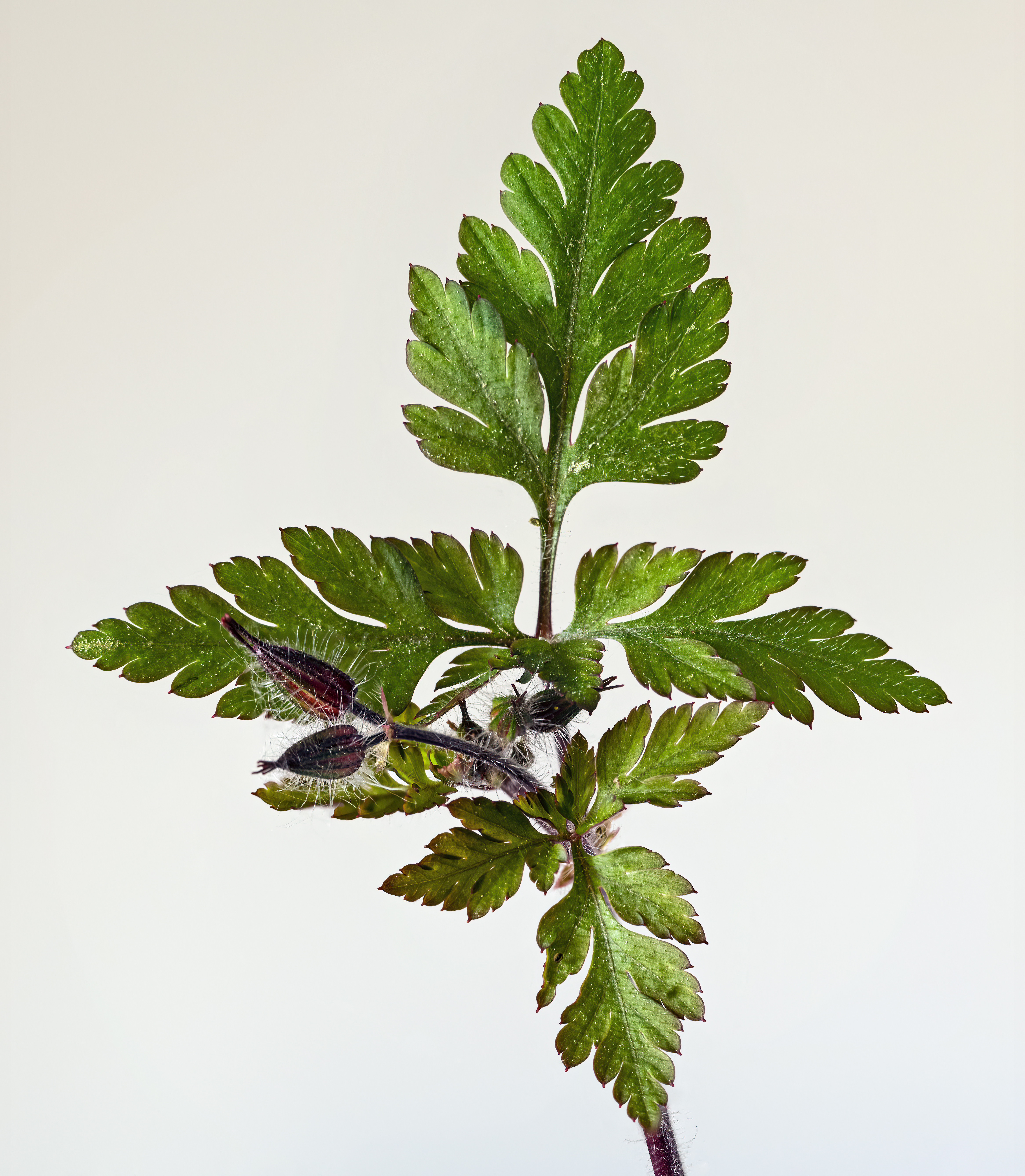
Typická struktura listu
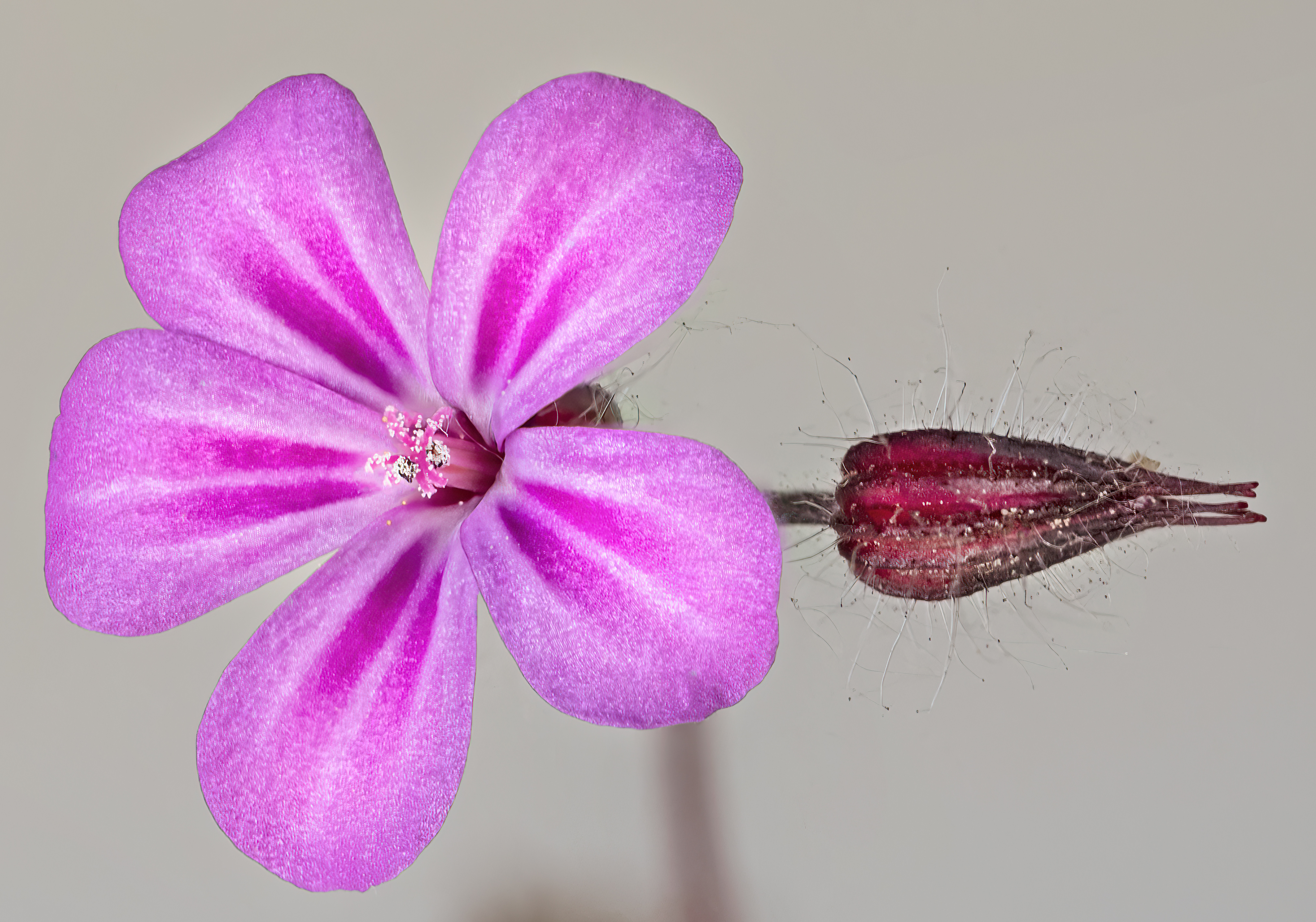
Květ
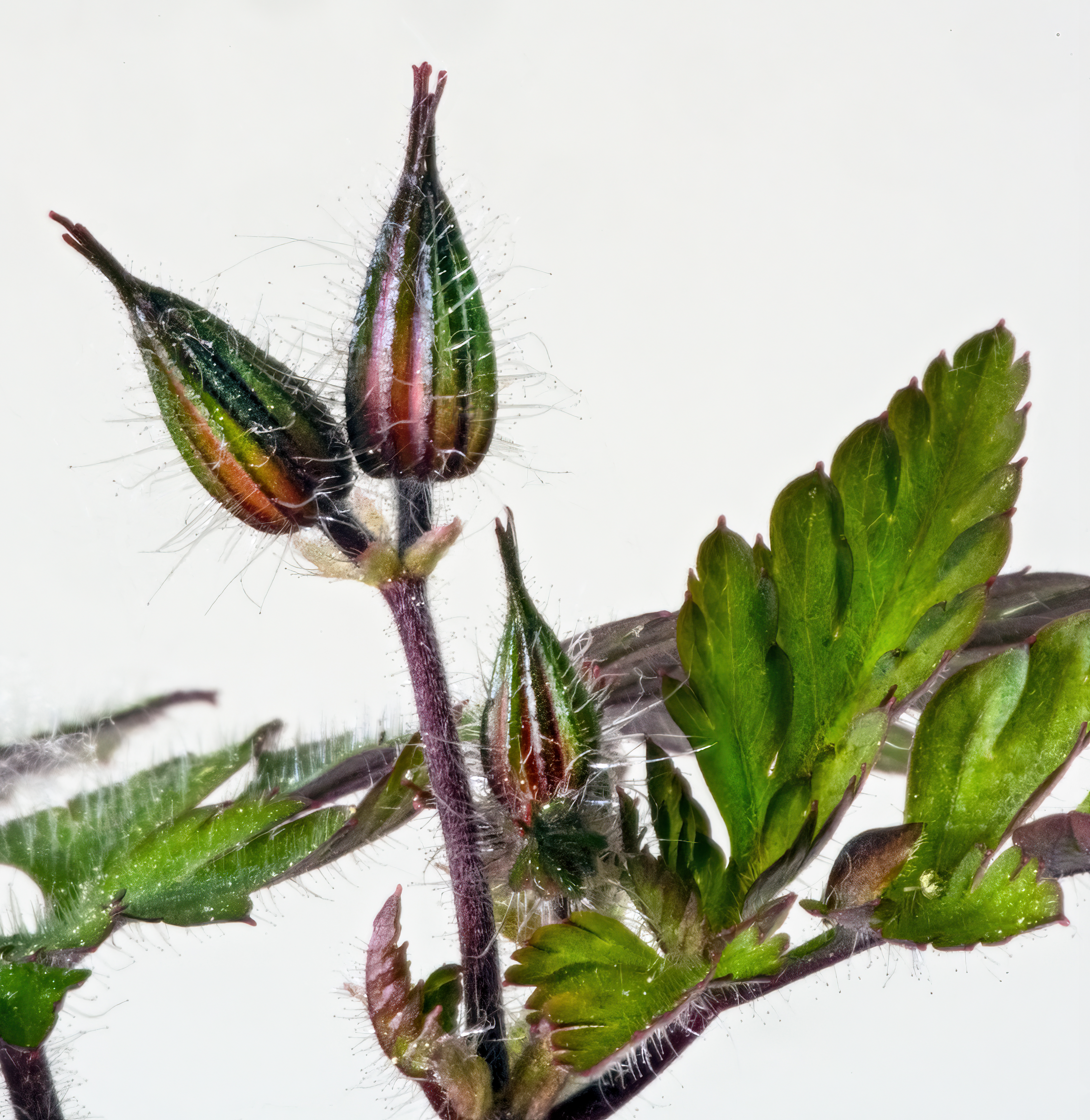
Poupata
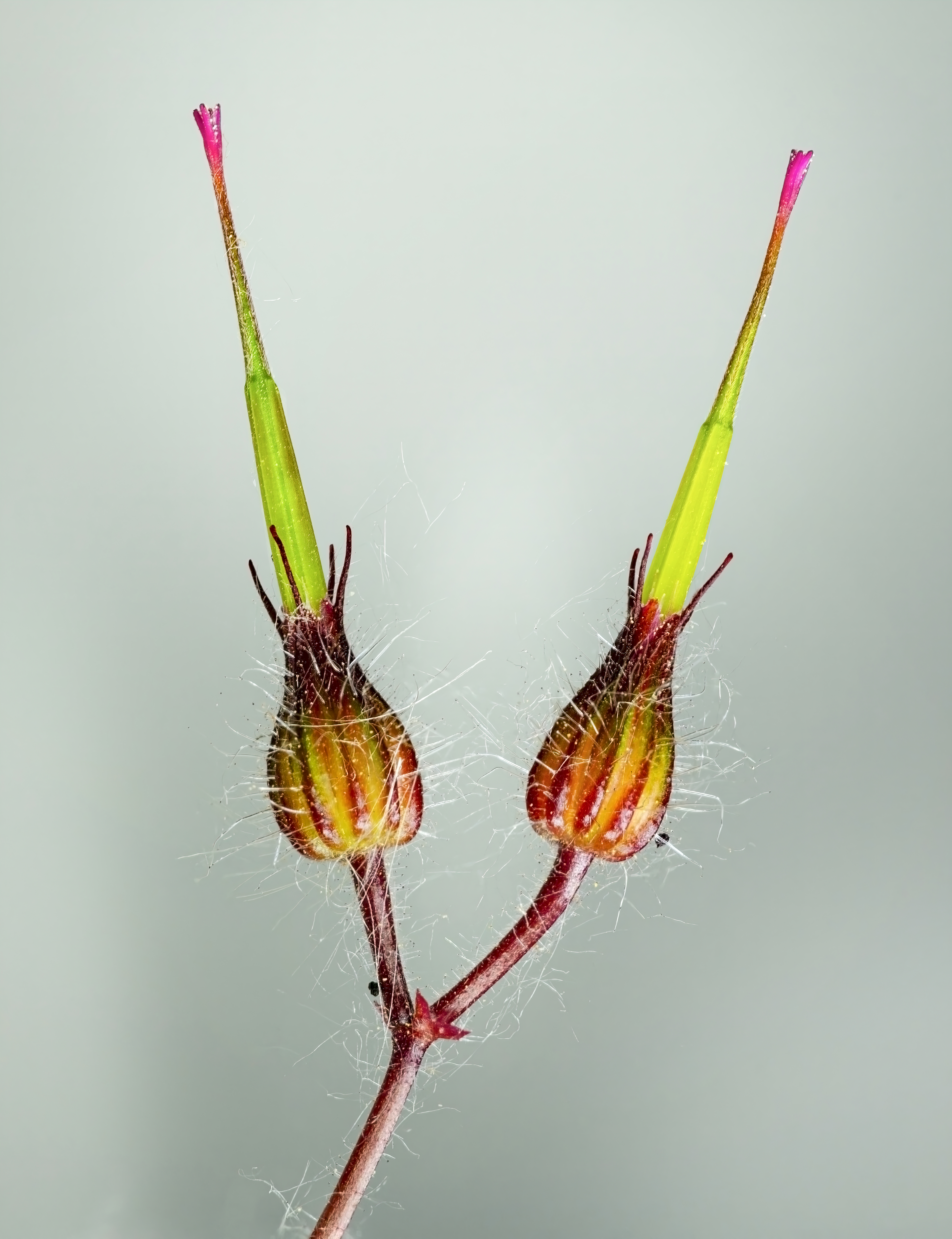
Plod